# Ol'ga Leonardovna Knipper
Ol'ga Leonardovna Knipper (in russo О́льга Леона́рдовна Кни́ппер?; Glazov, 21 settembre 1868 – Mosca, 22 marzo 1959) è stata un'attrice teatrale russa.

Di origini tedesche, la Knipper fu una dei 39 membri della prima compagnia del Teatro d'Arte di Mosca, fondata nel 1897 da Konstantin Sergeevič Stanislavskij e Vladimir Nemirovič Dančenko.
Fu la prima interprete di ruoli famosi come quello di Arkadina, ne Il gabbiano, Elena in Zio Vanja, Maša nelle Tre sorelle e Ljuba ne Il giardino dei ciliegi, quattro tra le opere teatrali più importanti dello scrittore e drammaturgo Anton Čechov, di cui divenne la moglie nel 1901.

## Biografia

### Gli inizi
Olga Knipper nacque a Glazov, piccola cittadina della Russia centro occidentale, nell'attuale Repubblica Udmurta. Cresciuta in una famiglia colta e benestante, il padre era ingegnere, la madre pianista ed insegnante di canto presso il Conservatorio di Mosca, ricevette un'educazione di alto livello appresa nelle scuole private. Imparò a cantare e a suonare il pianoforte ed oltre al russo, parlava fluentemente il tedesco (lingua che i suoi genitori la spinsero ad apprendere, vista l'origine tedesca della famiglia) ed il francese.
Alla morte del padre, nel 1894, la famiglia si ritrovò in condizioni economiche difficili. Per la prima volta, la Knipper dovette affrontare il problema del proprio mantenimento.
Pur avendo sentito, fin da giovane, un amore per il teatro, fu solo dopo questo avvenimento che la futura attrice, dopo aver lavorato come insegnante privata di musica per mantenersi, riuscì nel 1895 ad iscriversi alla Scuola d'arte drammatica di Mosca, nella classe di Vladimir Nemirovič Dančenko.
Tre anni dopo si diplomò ottenendo i massimi riconoscimenti della scuola e si unì alla compagnia del Teatro d'Arte di Mosca, fondato l'anno precedente da Konstantin Stanislavskij e dallo stesso Dančenko.
All'interno della compagnia, la Knipper divenne ben presto la prima attrice, e i ruoli più impegnativi furono spesso affidati alla sua sensibilità. Dal primo momento, si creò, tra l'attrice e il teatro quel rapporto indissolubile che la tenne legata a sé per tutta la sua esistenza. Lo scrittore e drammaturgo Maksim Gor'kij, disse di lei, in una lettera indirizzata alla stessa Knipper:

### Lo "scrittore" Čechov e "l'attrice" Knipper

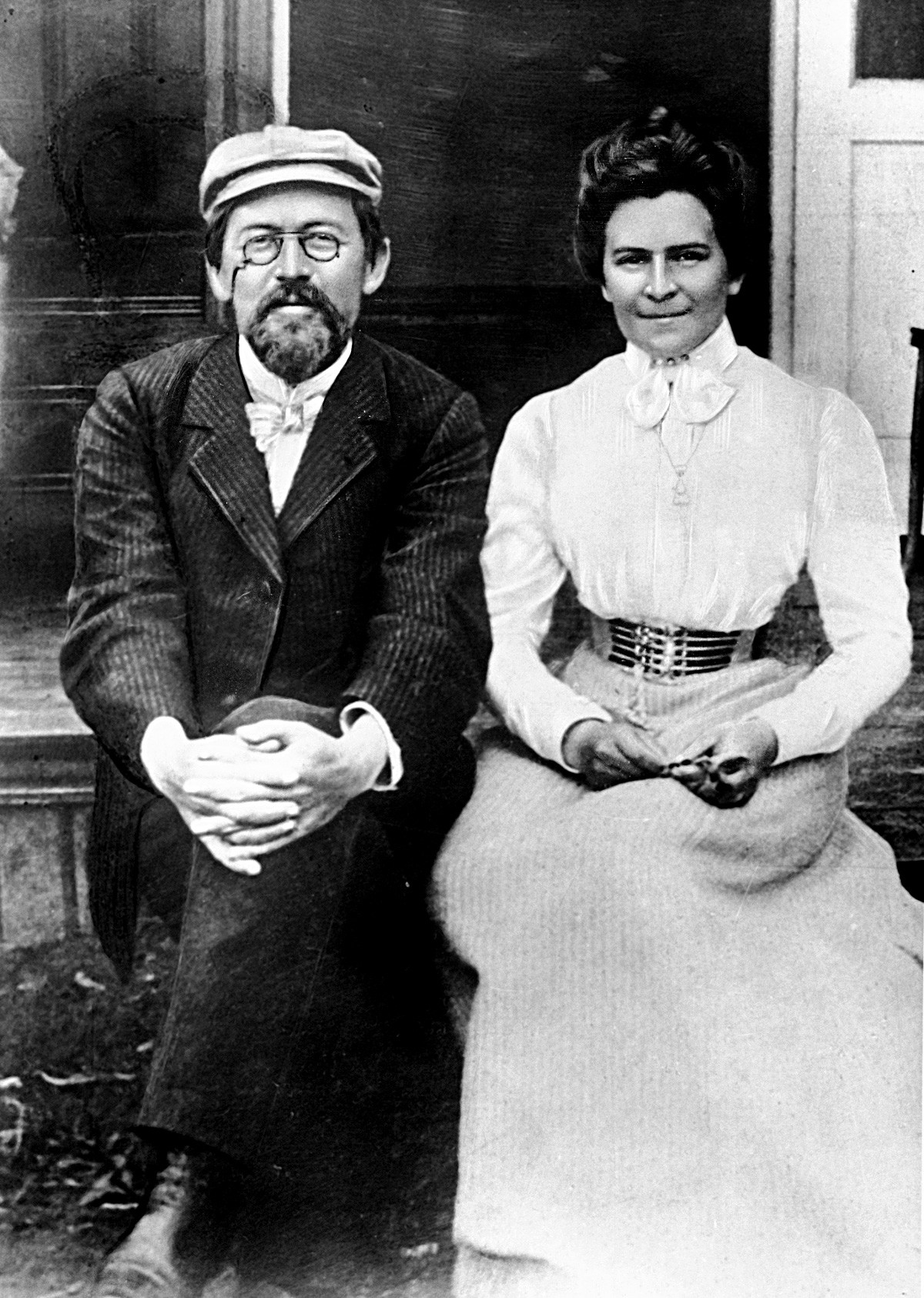
Knipper con Čechov nel 1901

Nel 1898 la compagnia del Teatro d'arte mise in scena un'opera che, rappresentata qualche anno prima a Pietroburgo, aveva ottenuto un notevole insuccesso. L'opera si chiamava Il gabbiano e l'autore era il noto scrittore Anton Čechov. Nella messa in scena al Teatro d'Arte, l'opera fu un enorme successo.
Fu durante le prove de Il gabbiano che lo "scrittore" Čechov e "l'attrice" Knipper si incontrarono.
La sorella dello scrittore, Marija Pavlovna conobbe l'attrice e ne divenne amica. Tornata a Jalta, in Crimea, dove viveva insieme al fratello, la Čechova scrisse una lettera alla Knipper, alla quale Cechov aggiunse un breve saluto:
In quel momento iniziò quel rapporto epistolare che continuò, con frequenza pressoché giornaliera, fino alla morte di lui.
A causa della grave forma di tubercolosi che costringeva il drammaturgo a passare la maggior parte del suo tempo a Jalta, gli incontri tra attrice e scrittore furono sempre brevi e saltuari.
Nel 1899 la Knipper fu nuovamente impegnata nel successivo lavoro di Čechov, Zio Vanja, dove interpretava la parte di Elena Andreevna. In quel periodo lo scrittore si recò a Mosca per seguire le prove ed incontrare la famiglia dell'attrice.
Nel 1900 si trasferirono entrambi nella casa di Jalta, ma la convivenza non durò a lungo. L'attrice fu ben presto richiamata a Mosca per riprendere il lavoro, incapace di lasciare il teatro per troppo tempo.
Proprio in quell'anno, infatti, la compagnia del Teatro d'Arte iniziò i lavori per la messa in scena del nuovo testo di Cechov, Tre sorelle, nel quale la parte di Maša, uno dei personaggi femminili più intensi e sentiti dell'opera teatrale cechoviana, fu creata appositamente per la Knipper.
Dopo alcuni brevi e fugaci incontri, la coppia decise, infine, di sposarsi. La cerimonia si tenne a Mosca, il 25 maggio 1901, alla presenza di quattro testimoni. Dopo una luna di miele, passata in battello sul Volga e sul Kama, la coppia passò i primi mesi della propria vita matrimoniale nella residenza dello scrittore. Ma a Jalta, la Knipper non si sentì mai a suo agio. Oltre al richiamo del teatro, c'erano anche i difficili rapporti con la madre e con la sorella dello scrittore a renderle difficile la sua permanenza.
Ad agosto, la Knipper tornò a Mosca e continuò la sua collaborazione con la compagnia di Stanislavskij.

### L'impegno teatrale
Nel febbraio del 1902, dopo un breve soggiorno a Jalta, l'attrice si recò a Pietroburgo per preparare un nuovo spettacolo. Al momento della partenza era incinta, cosa che essa ignorava. Il duro lavoro cui si sottopose provocò un aborto spontaneo. La convalescenza fu più lunga del previsto e, dopo aver passato alcuni mesi con il marito, in Crimea, a maggio tornò con lui a Mosca, dove una peritonite improvvisa rischiò di esserle fatale e si aggiunse alla pesante condizione psicofisica dell'attrice. La difficile convalescenza e il dolore per la perdita del bambino, crearono in quel periodo un profondo malessere ed una tristezza ed una fragilità che il marito cercò, malgrado la sua stessa malattia, di alleviare in ogni modo.
Finalmente, verso la seconda metà del 1903 la Knipper iniziò a riprendersi e tornò al suo Teatro d'Arte dove Stanislavskij e Dančenko avevano incominciato a lavorare sul testo di Čechov, Il giardino dei ciliegi, in cui la Knipper interpretava la difficile parte di Ljuba.
La prima ebbe luogo il 17 gennaio 1904, giorno dell'onomastico dello scrittore. Il successo fu enorme, ma ormai, le condizioni del drammaturgo erano critiche.

### La morte di Čechov
A maggio di quello stesso anno, a Mosca, la Knipper si prese cura del marito e su consiglio di un medico specialista, decise di portarlo in Germania, a Badenweiler, località della Foresta Nera, specializzata nelle cure delle malattie polmonari.
Le condizioni dello scrittore si aggravarono ulteriormente, cogliendo impreparata l'attrice, alla quale il marito aveva nascosto la reale gravità della propria malattia. In una lettera alla sorella di Čechov, la Knipper confidò il proprio dolore:
Nella notte tra il 14 e il 15 luglio (secondo il calendario giuliano: 1 e 2 luglio) Anton Čechov morì. Nel suo diario, la Knipper, ricorderà di quegli ultimi istanti di vita, il sorriso, l'ultimo, del marito, mentre beveva una coppa di champagne, pochi momenti prima della fine.
Dell'intricato rapporto tra lo scrittore e l'attrice, costituito maggiormente da momenti di lontananza che di vicinanza, ma nutrito dall'affinità di due anime simili e necessaria l'una all'altra, in una sua lettera alla Knipper, Čechov dirà:

### La Rivoluzione, i riconoscimenti, la morte

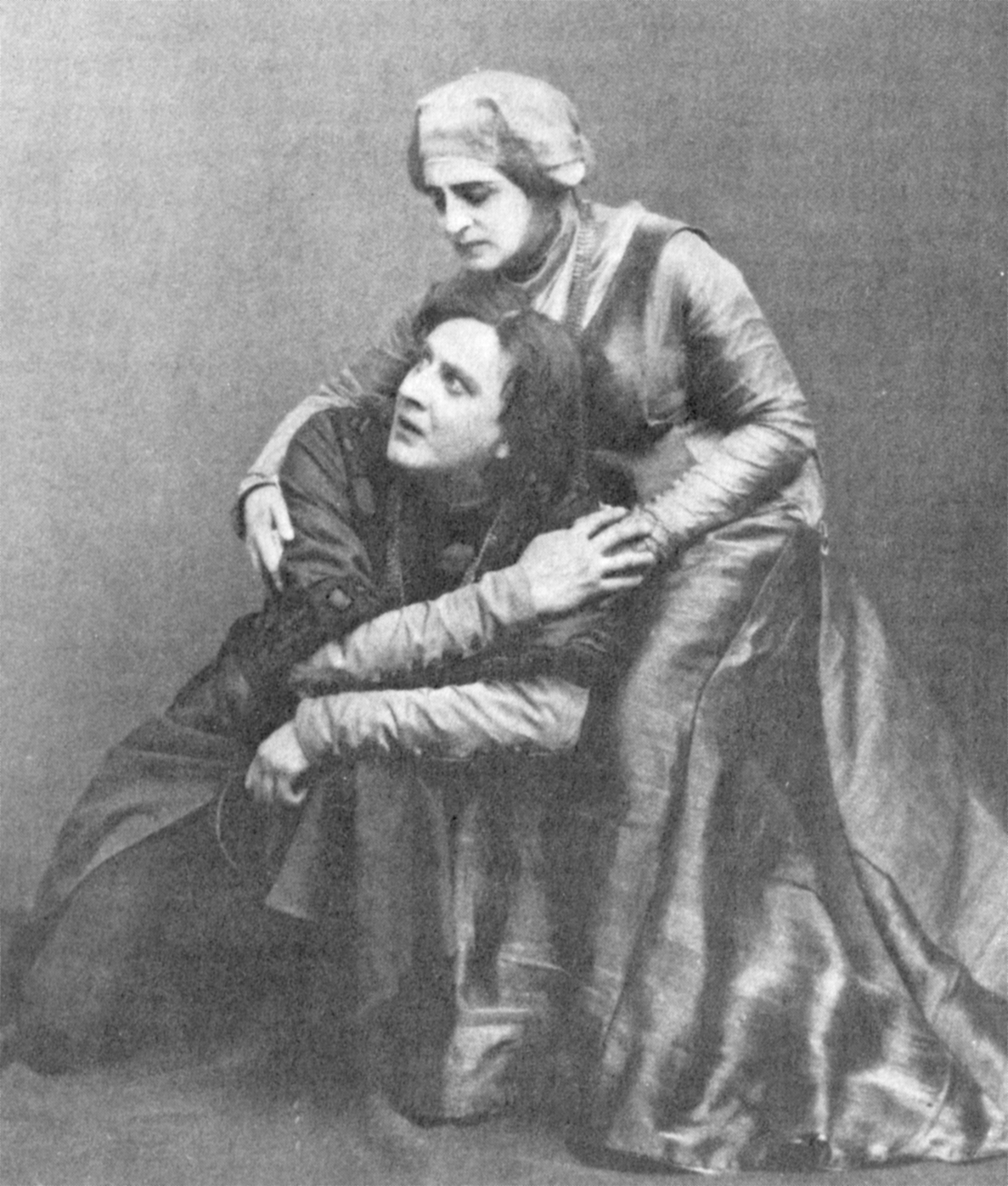
La Knipper assieme a Vasilij Kachalov interpreta Gertrude in Amleto, regia di Stanislavskij, Teatro d'Arte di Mosca, 1908

Dopo la morte del marito, Olga Knipper continuò a recitare al Teatro d'Arte con il nome di Olga Leonardovna Knipper-Chekhova, lavorando soprattutto in teatro, ad eccezione di un paio di film. Nella sua scelta totale a favore del teatro pesò probabilmente anche l'influenza di Stanislavskij e Dančenko che poco amavano il cinema e consideravano l'arte teatrale superiore a quella cinematografica.
Nel 1917, allo scoppiare della Rivoluzione d'ottobre, la Knipper dovette affrontare un periodo difficile. Suo fratello Konstantin e suo nipote Lev avevano combattuto nell'Armata Bianca, opponendosi all'esercito rivoluzionario, mentre la nipote, l'attrice Olga Tschechowa, era amica di Adolf Hitler e di Joseph Goebbels. Pur senza convinzioni politiche precise, a causa delle sue parentele, l'attrice venne spesso tenuta sotto controllo, soprattutto dopo l'avvento al potere di Stalin.
Durante la sua carriera l'attrice ricevette due Ordini di Lenin, un Premio Stalin e il titolo di Artista del Popolo della Federazione Russa.
Morì a Mosca, il 10 marzo 1959 (il 22 marzo, secondo il calendario giuliano).
Per molti anni, nel suo diario, Olga Knipper continuò a scrivere lettere al marito Anton Čechov. Tra queste pagine, il teatro, oltre al ricordo del marito amatissimo, rimane al centro dei suoi pensieri, quel teatro che l'aveva derubata di un figlio, quel teatro che aveva, al tempo stesso, unito e separato l'attrice e lo scrittore in quei pochi anni che ebbero da condividere.
(Olga Knipper)

## Carriera

### Teatro
Teatrografia parziale
- Lo zar Fëdor Ioannovič, di A. K. Tolstoj, regia di K. S. Stanislavskij e V. N. Dančenko. Teatro d'Arte di Mosca (14 ottobre 1898)
- Il gabbiano, di Anton Čechov, regia di K. S. Stanislavskij e V. M. Dančenko. Teatro d'Arte di Mosca (17 dicembre 1898)
- Zio Vanja, di A. Čechov, regia di K. S. Stanislavskij e V. M. Dančenko. Teatro d'Arte di Mosca (26 settembre 1899)
- Quando noi morti ci destiamo, di H. Ibsen, regia di K. S. Stanislavskij e V. M. Dančenko. Teatro d'Arte di Mosca (1900)
- Tre sorelle, di A. Čechov, regia di K. S. Stanislavskij e V. M. Dančenko. Teatro d'Arte di Mosca (31 gennaio 1901)
- Nei sogni, di Vladimir Nemirovič Dančenko, regia di K. S. Stanislavskij e V. M. Dančenko. Teatro d'Arte di Mosca (1901)
- Piccoli borghesi, di M. Gor'kij, regia di K. S. Stanislavskij e V. M. Dančenko. Teatro d'Arte di Mosca (1902)
- I bassifondi, di M. Gor'kij, regia di K. S. Stanislavskij e V. M. Dančenko. Teatro d'Arte di Mosca (18 dicembre 1902)
- Le colonne della società, di H. Ibsen, regia di K. S. Stanislavskij e V. M. Dančenko, con K.S. Stanislavskij, Maria Petrovna Lilina, Olga Knipper, M. G. Savickaja, V. I. Kačalov, A. L. Višnevskij, V. A. Petrovna. Teatro d'Arte di Mosca (24 febbraio 1903)
- Il giardino dei ciliegi, di A. Čechov, regia di K. S. Stanislavskij e V. M. Dančenko. Teatro d'Arte di Mosca (17 gennaio 1904)
- Il figliol prodigo (Chi è costui?), di S. A. Najdënov, regia di K. S. Stanislavskij e V. M. Dančenko. Teatro d'Arte di Mosca (28 gennaio 1905)
- Ivan Mironyč, di E. N. Čirikov, regia di K. S. Stanislavskij e V. M. Dančenko. Teatro d'Arte di Mosca (28 gennaio 1905)
- Ispettore generale, di N. V. Gogol' (1908)
- Un mese in campagna, di I. Turgenev, regia di K. S. Stanislavskij e V. M. Dančenko. Teatro d'Arte di Mosca (1909)
- Il malato immaginario, di Molière (1917)
- Resurrezione, di L. N. Tolstoj (1930)
- I nemici, di M. Gor'kij (1935)

### Cinema
- La solista di Sua Maestà (Solistka evo veličestva), regia di Michail Verner (1927)
- Plenniki morya, regia di Michail Verner (1928)
- Mastera stseny, regia di Vladimir Jurenev (1946)